# Governo Rõivas II
Il Governo Rõivas II è stato il secondo governo dell'Estonia presieduto dal liberale Taavi Rõivas. Esso è stato in carica dal 9 aprile 2015 a seguito delle elezioni parlamentari tenutesi il 1º marzo, che hanno dato avvio alla tredicesima legislatura del Parlamento estone o Riigikogu; ha concluso il suo mandato il 23 novembre 2016 con l'approvazione del nuovo governo Ratas.
Si tratta del 48º governo della Repubblica dell'Estonia, dalla sua dichiarazione di indipendenza, avvenuta nel 1918.
La sede del Governo dell'Estonia è Casa Stenbock, palazzo sulla collina di Toompea.

## Coalizione
Il governo è formato da un partito di centro-destra (il Partito Riformatore Estone), un partito di centro-sinistra (il Partito Socialdemocratico) e un partito conservatore (Unione Patria e Res Publica) che uniti dispongono della maggioranza di 59 deputati su 101 al Riigikogu.
A seguito delle divergenze su molte questioni di governo e soprattutto sulla gestione delle riforme economiche, la coalizione si è sgretolata nei primi giorni di novembre 2016. Non volendosi dimettere spontaneamente, il 9 novembre Taavi Rõivas si è presentato davanti al Riigikogu che ha votato la sfiducia contro il suo governo, con 63 favorevoli, 28 contrari e 10 astenuti. A seguito dell'approvazione del nuovo governo guidato da Jüri Ratas, il mandato del Governo Rõivas si è concluso il 23 novembre 2016, dopo 974 giorni in carica.

## Situazione parlamentare
| Camera    | Collocazione | Partiti                     | Seggi    |
| --------- | ------------ | --------------------------- | -------- |
| Riigikogu | Maggioranza  | ER (30), PSD (15), IRL (14) | 59 / 101 |
| Riigikogu | Opposizione  | K (26), PLE (8), EKRE (7)   | 42 / 101 |

## Ministri
La composizione ministeriale è formata come segue:
| Funzioni                                               | Titolare | Titolare | Partito |
| ------------------------------------------------------ | -------- | --- | ------- |
| Primo Ministro - Peaminister                           |          | Taavi Rõivas | ER      |
| Ministro dell'Educazione e della Ricerca               |          | Jürgen Ligi (fino al 12 settembre 2016) Maris Lauri                                                              | ER      |
| Ministro della Giustizia                               |          | Urmas Reinsalu                                                                                                   | IRL     |
| Ministro della Difesa                                  |          | Sven Mikser (fino al 14 settembre 2015) Hannes Hanso                                                             | PSD     |
| Ministro degli Esteri                                  |          | Keit Pentus-Rosimannus (fino al 1 luglio 2015) Marina Kaljurand (dal 16 luglio al 12 settembre 2016) Jürgen Ligi | ER      |
| Ministro della Cultura                                 |          | Indrek Saar | PSD     |
| Ministro degli Affari Economici e delle Infrastrutture |          | Kristen Michal                                                                                                   | ER      |
| Ministro dell'Ambiente                                 |          | Marko Pomerants                                                                                                  | IRL     |
| Ministro degli Affari rurali                           |          | Urmas Kruuse | ER      |
| Ministro delle Finanze                                 |          | Sven Sester | IRL     |
| Ministro dell'Interno                                  |          | Hanno Pevkur | ER      |
| Ministro della Protezione Sociale                      |          | Margus Tsahkna                                                                                                   | IRL     |
| Ministro dell'Imprenditoria                            |          | Urve Palo (fino al 30 agosto 2015) Liisa Oviir (dal 14 settembre 2015)                                           | PSD     |
| Ministro della Salute e del Lavoro                     |          | Rannar Vassiljev (fino al 14 settembre 2015) Jevgeni Ossinovski                                                  | PSD     |
| Ministro della Pubblica Amministrazione                |          | Arto Aas | ER      |